# Horka, Görlitz
Horka är en kommun och ort i Landkreis Görlitz i förbundslandet Sachsen i Tyskland. Kommunen har cirka 1 600 invånare.
Kommunen ingår i förvaltningsområdet Weißer Schöps/Neiße tillsammans med kommunerna Kodersdorf, Neißeaue och Schöpstal.